# Fear Street Part Three: 1666
Fear Street Part Three: 1666 is een Amerikaanse horrorfilm uit 2021, geregisseerd door Leigh Janiak. De film is het vervolg op de films Fear Street Part One: 1994 en Fear Street Part Two: 1978 en is daarmee de derde film uit de Fear Street-trilogie die gebaseerd is op de gelijknamige boekenreeks van schrijver R.L. Stine. De film werd op 16 juli 2021 op streamingdienst Netflix uitgebracht.

## Verhaal
In 1666 wordt een kolonie gegrepen door een hysterische heksenjacht die nog eeuwen later dodelijke gevolgen zou hebben. Ondertussen proberen de tieners van 1994 en 1978 samen eindelijk een einde te maken aan de vloek van de stad, voordat het te laat is.

## Rolverdeling
| Acteur               | Personage                             |
| -------------------- | ------------------------------------- |
| Kiana Madeira        | Sarah Fier / Deena Johnson            |
| Elizabeth Scope      | echte Sarah Fier                      |
| Ashley Zukerman      | Sheriff Nick Goode                    |
| Ted Sutherland       | jonge Nick Goode                      |
| Gillian Jacobs       | Constance Berman / Ziggy Berman       |
| Sadie Sink           | Constance Berman / jonge Ziggy Berman |
| Olivia Scott Welch   | Hannah Miller / Samantha "Sam" Fraser |
| Benjamin Flores jr.  | Henry / Josh Johnson                  |
| Darrell Britt-Gibson | Martin P. Franklin                    |
| Fred Hechinger       | Isaac / Simon Kalivoda                |
| Julia Rehwald        | Kate Schmidt / Lizzie                 |
| Emily Rudd           | Cindy Berman / Abigail                |
| McCabe Slye          | Tommy Slater / Mad Thomas             |
| Jordana Spiro        | The Widow / Mrs. Lane                 |
| Jordyn DiNatale      | Ruby Lane                             |
| Jeremy Ford          | Caleb / Peter                         |
| Randy Havens         | George Fier                           |
| Matthew Zuk          | Elijah Goode / Will Goode             |
| Lacey Camp           | Grace Miller / Mrs. Fraser            |
| Charlene Amoia       | Beth Kimball / Rachel Thompson        |
| Mark Ashworth        | Jakob Berman                          |
| Ryan Simpkins        | Alice                                 |
| Emily Brobst         | Billy Barker                          |

## Achtergrond
De film is het derde deel uit de zogeheten Fear Street-trilogie die oorspronkelijk in de zomer van 2020 in de bioscopen zouden verschijnen. De films zouden in een tijdsbestek van drie maanden uitgebracht worden. Het eerste film in juni, de tweede film in juli en deze film in augustus 2020. Echter door de coronapandemie ging dit niet door, hierdoor werden de films verkocht aan streamingdienst Netflix.
Fear Street Part Three: 1666 werd uitgebracht op 16 juli 2021 en werd door het publiek algemeen goed ontvangen. Op Rotten Tomatoes heeft de film een score van 89% op basis van 99 beoordelingen. Metacritic komt op een score van 68/100, gebaseerd op 15 beoordelingen. Mede door het succes van de trilogie verscheen in mei 2025 de film Fear Street: Prom Queen, een losstaand vervolg op de serie.